# Bielorrússia no Festival Eurovisão da Canção 2010
A Bielorrússia foi o décimo quarto país a confirmar a sua presença no Festival Eurovisão da Canção 2010, a 22 de Maio de 2009. Com esta participação, a Bielorrússia realiza a sua sétima participação no Festival Eurovisão da Canção. No festival de Oslo a Bielorrússia escolheu para a representar o grupo 3+2, com a canção Butterflies. Conquistou o 9º lugar na 1ª semifinal e o 24º na final.

## Desenvolvimentos
Ainda antes de confirmar se utilizará o mesmo processo de selecção em 2010, o presidente da Bielorrússia Aleksandr Lukashenko, afirmou/confirmou que substituirá toda a equipa que trabalha na escolha do representante Bielorrusso para a Eurovisão. Tal facto deve-se aos maus resultados obtidos pelo país nas últimas edições do mesmo. O grupo escolhido foi 3+2 e a canção Butterflies.